# Gudrun Serowiecki
Gudrun Serowiecki, geb. Weidemann, (* 1. August 1956 in Aschersleben) ist eine deutsche Politikerin (FDP).
Sie war zunächst als Akquisiteurin bei einer Tiefbaufirma tätig und übernahm später bei einem Autohaus in Aschersleben die Stelle als Geschäftsführerin.
Im Juni 2002 trat Serowiecki in den Bundestag ein, nachdem die Spitzenkandidatin der FDP-Landesliste Sachsen-Anhalt, Cornelia Pieper, ihr Mandat niedergelegt hatte. So war Serowiecki nur für ein paar Monate Mitglied des Bundestages.